# Cendrillon (Massenet)
Cendrillon ist eine Märchenoper in vier Akten von Jules Massenet. Das Libretto stammt von Henri Cain und basiert auf dem Märchen Cendrillon ou la Petite Pantoufle de verre (Aschenputtel oder der kleine Glasschuh) von Charles Perrault. Die Uraufführung fand am 24. Mai 1899 an der Opéra-Comique in Paris statt. Die Figur des Aschenputtels taucht in ähnlicher Form auch in Grimms Märchen auf. Weitere Komponisten haben sich des Themas angenommen. Hier ist im Besonderen Gioachino Rossinis Oper La Cenerentola zu nennen. Auch Walt Disneys Zeichentrickfilm Cinderella basiert auf diesem Inhalt.

## Handlung

### Erster Akt
Der König richtet ein Fest aus, um bei dieser Gelegenheit eine Frau für seinen Sohn, den Prinzen zu suchen. Auch Pandolfe und seine Familie sind dazu eingeladen. Seine zweite Frau, Madame de la Haltière, erscheint mit den Töchtern Dorothée und Noémie. Deren Stiefschwester Cendrillon, im Französischen auch Lucette genannt, wird nicht zum Fest mitgenommen. Sie muss stattdessen das Haus reinigen. Als sie nach der Arbeit einschläft, verwandelt ihre heimliche Mentorin, eine Fee, die Schlafende in eine schöne Prinzessin und geleitet sie zum Palast des Königs. Cendrillon trägt dabei ein elegantes Kleid und gläserne Schuhe und verspricht, um Mitternacht wieder daheim zu sein, da die Verwandlung nur bis zu diesem Zeitpunkt andauert.

### Zweiter Akt
Im Ballsaal werden dem gelangweilten Prinzen mehrere Mädchen vorgestellt, jedoch keines gefällt ihm. Erst als Cendrillon eintritt, verliebt er sich in die schöne Unbekannte. Während eines gemeinsamen Tanzes versucht er vergeblich ihren Namen zu erfahren. Beim Verlassen des Ballsaals um Mitternacht verliert Cendrillon einen ihrer gläsernen Schuhe. Der Prinz will ihr folgen, wird jedoch von der Fee daran gehindert. 

### Dritter Akt
Nach der Heimkehr der Stiefmutter und der Stiefschwestern vom Ball erkundigt sich Cendrillon nach dem Verlauf des Festes, wird jedoch schroff zurückgewiesen, woraufhin sie traurig das Haus verlässt und sich in eine einsame Moorlandschaft begibt. Dort trifft sie, von der Fee arrangiert, den Prinzen. Sie gestehen sich ihre Liebe, fallen jedoch in einen Schlummer, ohne sich näherzukommen.

### Vierter Akt
Der Vater findet die schlafende Tochter schließlich im Moor. Sie berichtet von der Fee und dem Prinzen, glaubt aber alles geträumt zu haben. Die plötzlich auftauchende Madame de la Haltière verkündet, dass alle Mädchen im Königspalast erscheinen sollen, um dort den gefundenen gläsernen Schuh anzuprobieren. Nun ahnt Cendrillon, dass sie nicht geträumt hat. Viele Mädchen versuchen vergeblich den Schuh anzuziehen. Cendrillon passt er hingegen wie angegossen. Der Prinz erkennt sie sofort. Damit ist das Liebespaar endlich vereint und alle Anwesenden, einschließlich der Stiefmutter, feiern das junge Paar.

## Aufführungen
Die Oper wurde am 24. Mai 1899 an der Opéra-Comique in Paris sehr erfolgreich uraufgeführt. Anfang des 20. Jahrhunderts folgten viele weitere Aufführungen, hauptsächlich in Frankreich. Nach Ende des Zweiten Weltkriegs gab es u. a. Aufführungen in Brüssel 1982, Genf 1998, Straßburg 2003, New York 2008, Dresden, Montreal und Brisbane jeweils 2010 sowie am Royal Opera House in London 2011 und an der Komischen Oper in Berlin 2016. Premiere an der Metropolitan Opera New York war 2018. Die Inszenierung von Johannes Erath 2007/2008 im Stadttheater Bern erhielt den Götz-Friedrich-Preis.

## Musik
Die Rolle des Prinzen ist eine Hosenrolle und für einen Mezzosopran geschrieben, wird zuweilen jedoch von einem Tenor gesungen. Wie für die Entstehungszeit der Oper üblich, enthält das Werk eine Reihe von Ballettszenen.

## Aufnahmen (Auswahl)
| Jahr | Personen: (Cendrillon, der Prinz, Mme. de la Haltière, Pandolfe)              | Dirigent und Orchester                                              | Label                                    |
| ---- | ----------------------------------------------------------------------------- | ------------------------------------------------------------------- | ---------------------------------------- |
| 1978 | Frederica von Stade, Nicolai Gedda, Jane Berbié, Jules Bastin                 | Julius Rudel, Ambrosian Opera Chorus mit dem Philharmonia Orchestra | Audio-CD: Sony Classical, Cat: SM2K91178 |
| 2011 | Joyce DiDonato, Alice Coote, Ewa Podleś, Jean-Philippe Lafont                 | Bertrand de Billy, Orchestra & Chorus of the Royal Opera House      | DVD: Virgin Classical, Cat: 6025099      |
| 2018 | Kim-Lillian Strebel, Anat Czarny, Katharina Melnikova, Anja Jung, Juan Orozco | Fabrice Bollon, Philharmonisches Orchester Freiburg                 | DVD/Blu-ray Disc: Naxos, Cat: 2.110563   |